# Ngoko
Pour l’article homonyme, voir Ngoko (Gari-Gombo).
Ngoko est le nom d’un district du département de la Cuvette en République du Congo. Il est traversé par la rivière Ngoko, affluent du Kouyou, dont il porte le nom.